# Ерік Волпау
Ерік Волпау — американський сценарист відеоігор. Разом з Четом Фалішеком він створив новаторський відеоігровий сайт Old Man Murray. Згодом він працював з розробниками ігор Double Fine Productions і Valve та відомий своєю роботою над такими відеоіграми, як Half-Life 2, Psychonauts, Portal, Portal 2 і Half-Life: Alyx.

## Кар'єра
У старшій школі Волпау написав дві гри для 8-розрядних комп'ютерів Atari, опубліковані у вигляді машинописних програм у журналі Antic у 1983 та 1984 роках. З 1997 по 2002 рік Волпау і Чет Фалішек створили орієнтований на відеоігри веб-сайт Old Man Murray. Сайт мав великий вплив на написання статей про відеоігри та ігрову журналістику. Він також писав для GameSpot.
Згодом він працював у Double Fine Productions як сценарист для Psychonauts. У 2006 році він виграв нагороду Game Developers Choice Award за найкращий сценарій за свою історію та діалоги у Psychonauts. У 2004 році Волпау приєднався до Valve, де разом з Фалішеком писав для таких ігор, як Half-Life 2: Episode One, Half-Life 2: Episode Two, Team Fortress 2, Left 4 Dead, Portal і Portal 2. Він залишив Valve у лютому 2017 року, щоби написати сценарій для Psychonauts 2, хоча врешті він не працював над ним. У січні 2019 року він підтвердив, що повернувся до Valve як підрядник на неповний робочий день, працюючи над Artifact і Half-Life: Alyx.
У 2004 році Волпау діагностували виразковий коліт. Очікуючи, що його стан вимагатиме звільнення з компанії, він поговорив з виконавчим директором Гейбом Ньюеллом, який здивував його, запропонувавши подовжену оплачувану відпустку. «Твоє завдання — одужати», — сказав Ньюелл. «Це твоя посадова інструкція у Valve. Тож іди додому до дружини та повертайся, коли тобі стане краще».

## Праці
| Рік  | Назва                    | Посада        |
| ---- | ------------------------ | ------------- |
| 2005 | Psychonauts              | Співсценарист |
| 2006 | Half-Life 2: Episode One | Сценарист     |
| 2007 | Half-Life 2: Episode Two | Сценарист     |
| 2007 | Team Fortress 2          | Співсценарист |
| 2007 | Portal                   | Сценарист     |
| 2008 | Left 4 Dead              | Співсценарист |
| 2011 | Portal 2                 | Сценарист     |
| 2018 | Artifact                 | Сценарист     |
| 2020 | Half-Life: Alyx          | Співсценарист |
| 2022 | Aperture Desk Job        | Сценарист     |